# Onconeura desertica
Onconeura desertica är en tvåvingeart som först beskrevs av Analia C.Paggi 1985.  Onconeura desertica ingår i släktet Onconeura och familjen fjädermyggor. Inga underarter finns listade i Catalogue of Life.